# Шевченко Дмитро Станіславович
Дмитро́ Станісла́вович Шевче́нко (позивним «Шева NLAW»; 1977—2024) — сержант Головного управління розвідки Міністерства оборони України, учасник російсько-української війни. Герой України (2025, посмертно).

## Життєпис
Народився 27 лютого 1977 року в селищі Свеса Сумської області. Після закінчення загальноосвітньої школи в рідному селищі навчався в Сумському державному університеті, який закінчив за спеціальністю «фінанси». У 1999 році розпочав власну справу ― був підприємцем. У 2005 році був обраний депутатом селищної ради, а у 2010 ― районної. У 2015 році Дмитро Шевченко був обраний селищним головою Свеси, в 2016 році достроково залишив посаду. З 2016 року працював у приватних компаніях на керівних посадах.
Після початку повномасштабної війни мобілізувався і служив на посаді сержанта спеціального підрозділу «Кракен» ГУР МОУ. Був розвідником та командиром протитанкової групи. У листопаді 2022 року брав участь у боях за звільнення Куп'янська, Борової, Сватового, Кислівки: знищував загарбників, російську військову техніку, брав у полон московитів та бойові трофеї ― зразки їхнього озброєння. Самотужки взяв у полон 9 російських десантників з 98-ї дивізії.
Був кандидатом у народні депутати України по 159-му виборчому округу на позачергових виборах у липні 2019 року від політичної партії «Слуга народу».
У грудні 2022-го та в січні 2023 року брав участь у боях на Донеччині. Під час одного із бойових виходів знищив ворожий танк та велику кількість російських окупантів. У боях за Соледар з трофейного ПТРК «Корнет» знищив танк московитів на відстані 5,5 кілометра. Далі воював брав участь у бойових діях на Сумщині. Виконував бойові завдання у прикордонних районах, знищував ворожі дороговартісні засоби зв'язку та спостереження. Двічі був поранений у боях ― навесні та восени 2023 року в Харківській області. З початку 2024 року став командиром групи вогневої підтримки, воював на Сумщині та Донеччині.
29 травня 2024 року в районі міста Часів Яр Донецької області підрозділ під його командуванням знищив чотири одиниці бойової техніки та значну кількість окупантів. Під час переміщення воїнів до місця евакуації ворог ударив по них FPV-дронами. Дмитро Шевченко, прикриваючи побратимів, зазнав несумісних із життям травм.
Чин урочистого прощання із загиблим пройшов 4 червня 2024 року в Києві.

## Нагороди
- звання Герой України з удостоєнням ордена «Золота Зірка» (посмертно)[11][12].

## Ушанування пам'яті
У березні 2025 року в місті Київ було започатковано аматорський ветеранський тенісний турнір пам'яті Дмитра Шевченка. Участь у ньому взяли 48 спортсменів з різних міст України. Змагались вони у парному розряді. Призові кошти з турніру були передані родині Дмитра Шевченка.